# 갭 (기업)
갭(영어: Gap)은 1969년 미국 캘리포니아 샌프란시스코에 설립된 의류 회사이자 브랜드이다. 갭은 1969년 도널드 피셔와 도리스 F. 피셔에 의해 설립되었으며 본사는 리포니아주 샌프란시스코에 있다. 회사는 갭, 바나나 리퍼블릭, 올드 네이비, 애슬레타 등 4개의 주요 부서를 운영하고 있다. 갭은 미국에서 가장 큰 전문 소매업체이며, 인디텍스 그룹과 H&M 다음으로 글로벌 기준 3위에 해당한다.2023년 초에 기준으로 갭은 약 95,000명의 직원을 고용하고 있다.
피셔 가문은 회사 경영에 깊숙히 관여하고 있으며, 주식의 많은 부분을 공동 소유하고 있다. 도널드 피셔는 2004년까지 이사회 의장을 역임하며, 2002년 당시 CEO인 미키 드렉슬러의 해임 과정에서 관여하였고, 2009년 9월 27일 사망할 때까지 이사회에 남아 있었다. 피셔의 아내와 그들의 아들인 로버트 J. 피셔 또한 갭의 이사회에 소속되어 있다. 로버트는 2004년 아버지의 뒤를 이어 회장을 맡았고, 2007년 폴 프레슬러가 사임한 뒤 임시로 CEO를 역임하기도 했다가 2014년까지 글렌 K. 머피가 그 뒤를 이었다. 아트 펙은 2015년 2월부터 2019년 11월까지 갭의 CEO를 맡다가 2020년 3월 소니아 신갈로 교체되었다. 신갈은 2022년 7월 자리에서 물러났고, 밥 마틴 회장이 임시 CEO를 맡았다. 2024년 2월, 미국의 패션 디자이너 잭 포센을 갭의 크리에이티브 책임자와 올드 네이비의 최고 크리에이티브 책임자로 임명되었다.

## 역사
1969년, 소매점을 전문으로 하는 캘리포니아 상업용 부동산 중개인이였던 도날드 피셔는 그의 친구인 리바이스 스트라우스의 사장이였던 월터 하스 주니어(Walter Haas Jr.)의 도움을 받았다. 피셔는 캘리포니아 주 새크라멘토의 비소매 산업 지역에 있는 오래된 Quonset hut의 'the Tower of Shoes'의 갑작스런 성공에 자극을 받아  여성이 원하는 신발의 브랜드, 스타일, 사이즈에 상관없이 그것은 신발의 탑에 있다고 광고함으로써 많은 사람들을 끌어들였다. 그리고 리바이스의 가장 큰 고객인 메이시즈 백화점조차도 가장 잘 팔리는 리바이스 크기와 색상이 지속적으로 부족하다는 것을 알고, 피셔는 하스에게 The Tower of Shoes의 비즈니스 모델을 복사하여 Levi's 제품에 적용하도록 요청했다. 하스는 Has가 빠른 거절이라고 가정한 것에 대해 피셔를 그의 홍보 이사인 Bud Robinson에게 소개했지만, 대신 로빈슨과 피셔는 갭(아내 도리스 피셔의 다른 이름)이 될 것에 대한 법적 시험 계획을 신중하게 세웠다. 그 이름은 "세대 차이"에 대한 언급이었다.
피셔는 갭에서는 각 스타일과 사이즈별로 리바이스 의류만을 보유하기로 합의했고, 리바이스는 캘리포니아 산호세의 리바이스 창고에서 하룻밤 배송을 통해 갭의 재고가 떨어지지 않도록 보장하였다. 그리고 마지막으로, 로빈슨은 갭의 라디오 광고의 50%를 선불로 지불하겠다고 제안했고, 레비의 제품만 판매하기로 동의한 모든 상점에 동일한 마케팅 패키지를 제공함으로써 독점 금지법을 피하였다.
피셔는 1969년 8월 21일 샌프란시스코 잉글사이드의 오션 애비뉴에 있는 시티 칼리지 근처에 첫 번째 갭 매장을 열었다; 유일한 상품은 미성년 고객을 유치하기 위해 리바이스와 LP 레코드로 구성되었다.
1970년에, 갭은 산호세에 두 번째 매장을 열었다. 1971년, 갭은 캘리포니아 벌링게임시에 4명의 직원과 함께 기업 본사를 설립했다. 1973년까지 회사는 25개 이상의 지점을 세웠으며 뉴저지 주 보이히스에 있는 에셜론 몰에 매장을 두고 미국 동부 시장으로 확장하였다. 1974년, 갭은 자체 라벨 상품을 팔기 시작했다.
1990년대에 갭은 미키 드렉슬러의 손에 의해 고급스러운 정체성과 새로운 재고로 재탄생했다. 그러나, 드렉슬러는 과도한 확장, 29개월의 매출 침체, 피셔 가족과의 긴장 이후 2002년 19년간의 근무 후 그의 직위에서 해임되었다. 드렉슬러는 경쟁 금지 협약에 서명을 거부했으며 결국 제이씨 크루의 CEO가 되었다. 그의 이탈 한 달 후에는 그가 주문한 상품이 강력한 매출 회복에 기여했다. 로버트 J. 피셔는 폴 프레슬러를 새로운 CEO로 영입했다. 그는 실적이 저조한 위치를 폐쇄하고 빚을 갚은 것으로 인정받았다. 그러나, 그의 포커스 그룹은 시장에서 회사의 리더십을 회복하는 데 실패했다.
2007년, 갭은 "의류에서 이상적으로 깊은 소매 및 머천다이징 경험을 가지고 있고, 창의적인 과정을 이해하고, 강력한 재무 규율을 유지하면서 크고 복잡한 환경에서 전략을 효과적으로 실행할 수 있는 최고 경영자를 모집하는 데 노력을 집중할 것"이라고 발표했다.
그 1월, 프레슬러는 두 번의 실망스러운 휴일 판매 시즌 후에 사임했고 임시로 로버트 피셔 주니어가 CEO를 임시로 맡았다. 그는 1980년에 회사와 함께 일하기 시작했고 1990년에 이사회에 합류했으며 나중에 바나나 공화국과 갭 부서의 사장을 포함한 여러 고위 임원직을 맡게 되었다. 이사회의 검색 위원회는 바디 샵 인터내셔널의 회장인 아드리안 벨라미가 이끌었고 설립자 도널드 피셔를 포함했다. 지난 2월 2일, 바나나 리퍼블릭 사업부의 전 책임자였던 마르카 한센이 신시아 해리스를 대신해 갭 사업부의 리더로 임명되었다. 마케팅 및 상품 기획 담당 최고 경영자인 잭 칼하운이 바나나 리퍼블릭의 임시 대표가 되었다. 5월에는 올드 네이비가 비용을 절감하기 위해 매출저조 지점의 약 300명의 매니저를 정리해고했다. 그 해 7월, 이전에 캐나다 쇼퍼스 드럭 마트의 CEO였던 글렌 머피가 갭의 새로운 CEO로 발표되었다. 갭 어덜트의 패트릭 로빈슨, 바나나 리퍼블릭의 사이먼 닌, 올드 네이비의 토드 올덤을 포함한 새로운 리드 디자이너들도 패셔너블한 이미지를 정의하는 것을 돕기 위해 합류했다. 로빈슨은 2007년 수석 디자이너로 채용됐으나 매출이 늘지 못하자 2011년 5월 해임되었다. 하지만, 그는 국제 시장에서 상업적인 성공을 누렸다. 2007년, 에티스피어 매거진은 "세계에서 가장 윤리적인 기업" 100개 중 하나로 평가받는 수천 개의 기업 중에서 갭을 선정했다.
2011년 10월 2013년 말까지 거의 21%에 달하는 189개의 미국 매장을 폐쇄할 계획이라고 발표했지만, 중국에서의 입지를 확대할 계획이다. 그 회사는 2013년 가을에 브라질에 첫 번째 매장을 열 것이라고 발표했다.
2015년 1월, 핵심 브랜드에 집중하기 위해 자회사 Piperlime을 해산할 계획을 발표했다. 뉴욕시 소호에 본사를 둔 최초이자 유일한 Piperlime 매장은 4월에 문을 닫았다.
2018년 9월, 2018년 10월에 출시된 남성 운동복 브랜드인 Hill City를 홍보하기 시작했다.
2020년 6월, 가수 칸예 웨스트의 Yeezy 브랜드인 Yeezy Gap과의 콜라보레이션을 발표했다. 음악 아이콘이 된 패션 혁신가와 회사의 10년 장기 계약 발표로 회사의 미디어 영향 가치로 3,490만 달러를 얻었다.
2020년 8월, 회사는 코로나19에 대한 대응으로 인해 바나나 리퍼블릭 브랜드와 함께 225개 이상의 매장을 폐쇄할 것이라고 발표했다. 두 달도 채 지나지 않아 회사는 2024년까지 폐점할 총 매장 수가 350개(갭 220개 매장, 바나나 리퍼블릭 매장 130개)라고 발표했다.  회사의 원래 계획은 90개 매장만 폐쇄하는 것이었지만, 그러나 그들은 전염병 제한으로 인한 재정적 영향으로 인해 그 수를 확대했다. 문을 닫은 매장의 대부분은 쇼핑몰에 위치한 매장이었다.
2020년 11월 디지털 쇼핑 경험을 개선하기 위한 Afterpay와 파트너십을 맺었다.
2021년 2월 텍사스주 롱뷰에 850,000평방피트 규모의 물류센터를 건설하기 위해 1억 4천만 달러를 투자한다고 발표했다. 이는 향후 2년 동안 온라인 비즈니스가 두 배로 늘어날 것으로 예상되었기 때문이다. 물류센터는 2022년에 완공되면 하루에 백만 개의 배송물을 처리할 수 있을 것이다.
2021년 9월, 테네시주 갤러틴에서 4,170만 달러 규모의 시설 확장을 시작하였다. 시장 점유율 증가 및 성수기 요구 사항을 충족하기 위해 1,100명의 직원을 고용하는 것 외에도 AHS와 제휴하여 자동화된 주문 이행 시스템을 구현했다.
2022년 9월, 회사는 칸예 웨스트와의 파트너십을 종료할 것이라고 발표했다. 며칠 후 샌프란시스코와 뉴욕 사무실에서 약 500명의 회사 직원을 해고할 것이라고 발표했다. 회사는 또한 아시아 지역 기업의 일자리를 줄였다. 해고가 칸예 웨스트와의 파트너십 종료 결정과 관련이 없다고 발표했다. 2023년 4월에 추가 해고를 발표했다.
러시아에서 브랜드의 인기가 떨어지자 러시아를 완전히 떠나고 러시아 내 매장을 모두 폐쇄하기로 결정했다.

## 같이 보기
- H&M
- 포에버21
- 홀리스터 (기업)